# Ломанов, Фёдор Кириллович
Федор Кириллович Ломанов (1903—1957) — строитель, ведущий специалист по строительству автомобильных дорог, в области укладки асфальто-бетонных автодорожных покрытий, участник строительства прифронтовых дорог и мостов.

## Биография
Родился 2 марта 1903 года[по какому календарю?] в Нязепетровске (ныне Челябинская область). Отец — Кирилл Кузьмич Ламанов (1858—1937) — слесарь и машинист на металлургическом Нязепетровском заводе. Мать — Матрёна Ивановна — домохозяйка (1859—1927). В семье было 8 детей, две девочки и 6 сыновей.
До 1918 года учился в сельской школе, затем работал слесарем. В 1919 году вступил в первый на Урале отряд комсомольцев. В 1923—1926 годах учился на рабфаке в Свердловске, после окончания которого был командирован в Ленинград и стал студентом Института инженеров путей сообщения (ЛИИПС). Окончил учёбу досрочно в 1930 году 

## Производственная и научная деятельность
Посвятил всю последующую деятельность строительству дорог:
- 1930 — в Москве по асфальтированию улиц
- 1931 — на Украине от Харькова, Запорожье-Днепропетровск с устройством асфальто-бетонного покрытия методом пропитки
- 1932 — в Ленинграде — асфальтирование дворцовой площади и других улиц
- 1935—1937 — по реконструкции дорожных выездов из Ленинграда
- 1937—1950 — автомагистрали Москва-Минск, Москва-Симферополь, Ростов-Орджоникидзе и других.

Кандидат технических наук (1941).

### Научная и преподавательская деятельность
- 1.2. 1933 — 26.2.1934 (Ленинград) — зам. заведующего Автодорожного факультета Академии водного и автодорожного транспорта, а затем Военно-транспортной академии, преподаватель по курсу «Чёрные дороги» и ст. руководитель на кафедре «Дорожное дело», доцент ЛАДИ.
- 26.2.1934 — 7.4.1935 (Ленинград) — помощник директора ЛАДИ по научно-иссл. части и временно исп. обязанности доцента на кафедре «Усовершенствованные дороги»
- 7.4.1935 — 20.8.1936 (Ленинград) — главный инженер Отдела ремонта и содержания дорог в Ленинградской области, доцент ЛАДИ
- 20.8.1936 — 1.9.1937 (Ленинград) — главный инженер Управления шоссейных дорог (Ушосдор) Ленинградской области, одновременно доцент ЛАДИ по кафедре строительства дорог
- 1942—1946 (Москва) — ответственный редактор журнала «Строительство дорог» (орган Главдорупра Советской Армии и Гушосдора МВД СССР)

## Основные публикации
Общее количество публикаций, включая 3 книги, статьи в журналах и доклады на конференциях — около 44.
- Ломанов Ф. К. Укатка бетонных покрытий. — М., Дориздат, 1943.
- Ломанов Ф. К. Опыт строительства цементно-бетонных покрытий при пониженной температуре. — М. Автотрансиздат, 1956.
- Ломанов Ф. К. Опыт применения минеральных порошков из местных материалов в асфальтобетоне. — М., Дориздат, 1952.
- Ломанов Ф. К. Асфальтобетонные покрытия из слабых известняков. — М., Дориздат, 1944. — 96 с. : ил., черт.

## Награды и звания
- Почётный дорожник
- Мастер дорожного дела" (1940)
- орден «Знак Почёта» (19.11.1942)
- два ордена Красной Звезды (1944, 1954)
- медали
- Сталинская премия второй степени (1951) — за разработку и внедрение новых усовершенствованных оснований и покрытий автомобильных дорог

## Семья
- сын Ломанов, Михаил Фёдорович) (1930—?), окончил Физический факультет МГУ имени М. В. Ломоносова, доктор физико-математических наук, Направления научной деятельности: экспериментальная ядерная физика (создание трековых методик измерений, измерения сечений деления тяжелых ядер); медицинская физика. Лауреат Государственной премии (1984) за создание физико-технического комплекса, имеет 2 медали ВДНХ[1].
- дочь Ирина (1939—?).